# Конфлікт інтересів і клінічні дослідження у психіатрії
Конфлікт інтересів у психіатрії — ситуація, коли на психіатра надмірно сильно впливають будь-які обставини, які є другорядними стосовно його професійної діяльності (до благополуччя його пацієнтів; до розвитку науки, якщо він дослідник; до навчання студентів, якщо він викладач). Дане визначення є у статті Маріо Мая, відомого психіатра, згодом — президента Всесвітньої психіатричної асоціації.

## Різновиди конфлікту інтересів у психіатрії
Фінансовим конфліктом інтересів, за М. Май, є конфлікт між інтересами пов'язаними з благополуччям пацієнта або розвитком науки, та вторинними інтересами, пов'язаними з бажанням отримати фінансову вигоду для себе чи своєї установи. Тема фінансового конфлікту в авторитетних джерелах розглядалася часто, причому описані переважно ті різновиди цього конфлікту, які виникають в результаті взаємодії психіатрів з фірмами, що виробляють ліки.

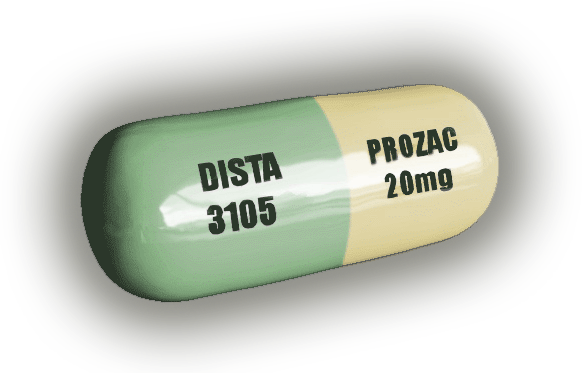
Капсула прозаку

М. Май згадує також про випадки існування фінансового конфлікту іншого роду: джерелами фінансових конфліктів у цих випадках є не взаємини психіатрів з фармакофірмами, а (знову-таки оплачувані) взаємини їх з різними громадськими чи приватними агентствами: наприклад, адвокатською конторою. Вказує М. Май і на існування нефінансових конфліктів інтересів: відданість дослідника тому виду лікування, яким він займається, або, наприклад, наявність інтересу, що відображає політичні уподобання психіатра.

## Упередженість при проведенні досліджень, публікації їх результатів і аналізі
У високоавторитетних джерелах, присвячених доказовим стандартам у галузі лікування депресії та інших психічних розладів, вказувалися такі проблеми, як:
- явний і прихований вплив законних інтересів спонсорів дослідження на його результати, що призводить до того, що результати досліджень III фази часто виявляються сумнівними[3]:14;
- постійна тенденція оприлюднення лише позитивних результатів досліджень, приховування та замовчування негативних[4][5][3]:14,182 — у робіт із позитивними результатами вдвічі більше шансів бути опублікованими (як правило, у більш престижних і відповідно в більш цитованих виданнях); існує тенденція багаторазово публікувати одні й ті самі результати, по-різному оформлені[4];
- використання в мета-аналізах лише найбільш сприятливих результатів досліджень[4];
- спотворення суті отриманих даних при використанні наукових праць[4];
- оригінальні статті часто є лише переказом інших джерел, причому згадуються лише ті публікації, які підкріплюють певні висновки, — таким чином, список джерел у наукових повідомленнях часто створює невірне уявлення про значно більшу кількість досліджень, ніж було проведено насправді[4].

Маріо Май зазначає:
|  | В последние несколько лет мне встречались явно тенденциозные клинические руководства и предвзятые обзоры и редакционные статьи; мне известно несколько случаев издательских фальсификаций (т. е. публикации исследовательских отчетов, глав книг или редакционных статей, подписанных исследователями, но на самом деле выполненных фармакофирмами), и я слышал о нескольких случаях избирательного отношения к публикации результатов исследований. |

Згідно з твердженнями, що висловлюються урядовими слідчими та адвокатами позивачів (у судових процесах проти фармкомпаній), багато статей-досліджень антипсихотиків (нейролептиків) були обдумані у відділах маркетингу фармакокомпаній, написані літературними «неграми», а потім підписані відомими лікарями — і це створювало ілюзію, що лікарі здійснювали свої дослідження незалежно один від одного (The New York Times, 2010).

## Причини і способи формування фінансового альянсу
Відомий американський лікар M. Анджелл зазначає, що коли деякі штати ввели в дію закони про гласність, що вимагають, щоб фармацевтичні компанії повідомляли про всі перераховані лікарям платежі, виявилося, що психіатри отримують більше грошей від фармкомпаній, ніж лікарі будь-якої іншої спеціальності. Приблизно п'ята частина фінансування Американської психіатричної асоціації надходить від фармкомпаній.
Серед причин такого стану справ, які називає M. Анджелл (а також Д. Карлат, на книгу якого «Схиблений» посилається Анджелл), такі:
- психіатрія є спеціальністю, яка інтенсивно застосовує лікарські препарати;
- суб'єктивність діагнозів у психіатрії і можливість розширення діагностичних кордонів;
- відсутність об'єктивних ознак для психічних захворювань, лабораторних даних чи результатів МРТ, які дозволяють вірно ставити діагноз;
- відсутність раціональних причин для переваги одного засобу лікування іншому.

Як пише M. Анджелл, психіатри часто отримують увагу і щедру винагороду від фармацевтичних компаній — індивідуально і колективно, безпосередньо і опосередковано: подарунки, надання безкоштовних зразків, плата за роботу при наймі психіатрів як консультантів і доповідачів, доставлення психіатрам продуктів харчування, оплата участі в конференціях, а також постачання «освітніх» матеріалів. Фармацевтична промисловість спонсорує засідання Американської психіатричної асоціації та інші психіатричні конференції.
У 1998 році в листі до президента Американської психіатричної асоціації (АПА) Родріго Муньосу Лорен Мошер, американський психіатр, експерт з шизофренії, засновник проекту «Сотерія», вказував:
|  | На даному етапі історії, на мою думку, психіатрію майже повністю купили фармацевтичні компанії. АПА не могла б продовжувати існувати без підтримки, яку надають фармацевтичні компанії при проведенні зборів, симпозіумів, семінарів, пишних корпоративних ланчів, при розміщенні реклами в журналах, розподілі необмежених грантів на освіту і т. д., і т. д. |

Лорен Мошер, Річард Госден та Шарон Бедер відзначають, що на зустрічах АПА мають місце численні виставки, заходи з їжею, напоями та тими чи іншими розвагами, як, наприклад, музичні вистави, і все це фінансується фармкомпаніями. Ці автори також вказують, що фармкомпанії надають підтримку майже всім організаціям, зайнятим у сфері психіатричної допомоги.
На думку Л. Мошера, Р. Госдена та Ш. Бедер, найуспішнішим засобом маркетингу фармацевтичних компаній є, ймовірно, безпосередній особистий контакт лікарів та реалізаторів препаратів (торгових представників). При цьому лікарям надається ретельно відфільтрована інформація, рекламні матеріали та зразки продукції, що виробляється компаніями. Фармацевтичні компанії також надають підтримку дослідженням, що проводяться в університетах, причому без цієї підтримки багато відділень психіатрії, мабуть, не змогли б існувати. Маючи в своєму розпорядженні дані, отримані в клінічних дослідженнях, що фінансуються самими ж компаніями, фармкомпанії вирішують, які з цих відомостей слід публікувати, вибирають авторів, пишуть за них все необхідне і здійснюють огляди цих статей, щоб подати інформацію в найбільш вигідному для себе вигляді.
Для здійснення контркритики, як зазначають Л. А. Мошер, Р. Госден та Ш. Бедер, наймаються видатні представники академічних кіл та вчені, яких важче запідозрити в упередженості, ніж працівників фармацевтичних компаній. Автори, які критикують діяльність фармкомпаній, дискредитуються і піддаються гонінням з боку своїх колег, які, в той чи інший спосіб, отримують за це винагороду від компаній. Припиняється фінансування видань, які оприлюднюють невигідні для фармацевтичних компаній матеріали. Були випадки подання позовів до суду на дослідників, які публікували негативні огляди результатів клінічних випробувань, сплачених цими компаніями.
Директор секції права, етики і психіатрії в Колумбійському університеті Пол Аппельбаум, який у минулому очолював Американську психіатричну асоціацію, на щорічній зустрічі АПА зазначив, що до третього року навчання в медичних вузах 94 % майбутніх психіатрів стають володарями «невеликих, що не мають відношення до навчання, подарунків або отримують запрошення на обід».

## Приклади
У багатьох мета-аналітичних оглядових дослідженнях згадується можливість спотворення інформації в дослідженнях на користь атипових антипсихотиків. S. Ahmer, P. Arya проаналізували залежність результатів РКІ щодо вивчення ефективності антипсихотиків від джерел фінансування та виявили, що в дослідженнях, що фінансуються фармацевтичними компаніями, достовірно частіше виходили результати на користь нового препарату. Також характерним є замовчування негативних результатів дії атипових антипсихотиків.
У 2006 році в American Journal of Psychiatry була опублікована стаття, автори якої (S. Heres, J. Davis, K. Maino, E. Jetzinger та ін.) проаналізували 42 публікації про дані рандомізованих контрольованих випробувань, які порівнюють атипові антипсихотики арипіль клозапін, оланзапін, кветіапін, рисперидон, сертиндол та зипразидон. 32 з цих 43 випробувань повністю або частково фінансувалися фармацевтичними компаніями. Дослідження виявило кореляцію між спонсорською підтримкою та висновками, що викладаються в анотаціях публікацій; у 90 % випадків у публікаціях було зроблено висновок про перевагу препарату, що випускається компанією, що фінансує випробування, над іншими препаратами. В результаті різні порівняння тих самих антипсихотичних препаратів призводили до суперечливих один одному висновків, що залежать від спонсорства досліджень. Як зазначили автори, на результати випробувань могли впливати відмінності у дозуваннях препаратів та нарощуванні доз, критерії включення пацієнтів у випробування та інші особливості клінічних досліджень, що призводять до зміщених результатів.
У тому ж році в Psychological Medicine була опублікована стаття, автори якої (R. E. Kelly, L. J. Cohen, R. J. Semple, P. Bialer та ін.), розглянувши дані клінічних випробувань всіх препаратів, що використовуються при лікуванні психічних розладів, опубліковані в чотирьох рецензованих психіатричних журналах з 1992 по 2002 рік (всього цих публікацій виявилося 542), виявили, що відсоток досліджень, спонсорованих фармацевтичними компаніями, збільшився з 25 % у 1992 році до 57 % у 2002 році. Також виявилося, що позитивні результати значно частіше зустрічалися у дослідженнях спонсорованих виробниками досліджуваних препаратів, ніж у дослідженнях, які не фінансувалися фармкомпаніями або фінансувалися конкурентами фармкомпаній, які випускають досліджувані ліки. У дослідженнях, спонсорованих виробниками досліджуваних препаратів позитивні результати були отримані у 78 % випадків, у дослідженнях, які не фінансувалися фармкомпаніями, — у 48 % випадків, а у фінансованих конкурентами — у 28 % випадків.

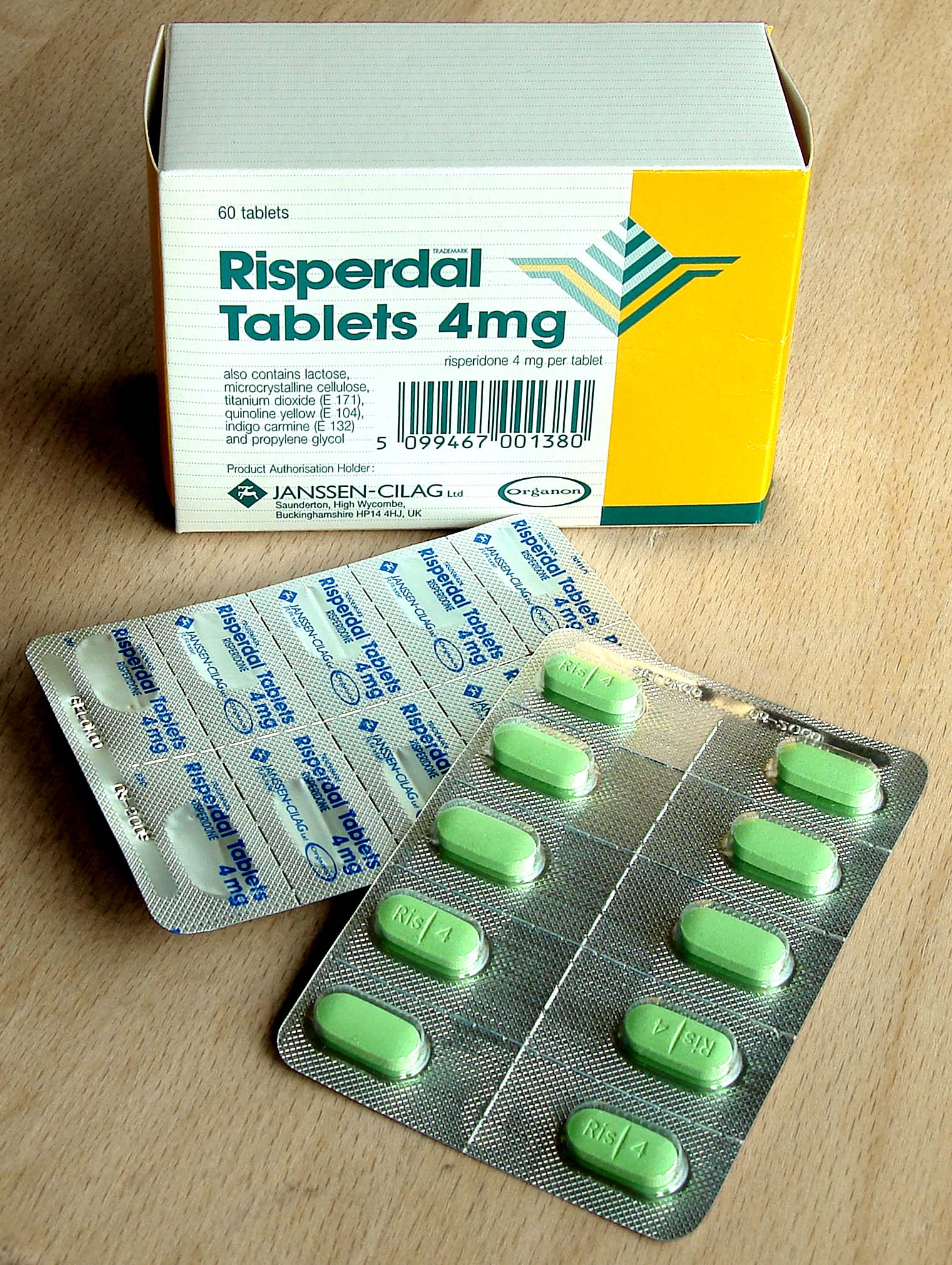
Риспердал (рисперидон) — потужний атиповий нейролептик

Ще один приклад наводить B. Vastag, репортер The Washington Post, у своєму блозі на сайті газети. Для того щоб отримати схвалення на використання восьми атипових нейролептиків, було проведено 24 дослідження — але чотири з цих досліджень не були опубліковані у фахових журналах, і всі чотири були не на користь препаратів. Три з неопублікованих досліджень показали, що нові препарати діють не краще, ніж плацебо; два з цих трьох стосувалися абіліфаю (арипіпразолу), і один — геодону (зіпрасидону).
У 2008 році британська газета The Independent повідомила, що Гарвардський університет (США) опинився в центрі наукового і політичного скандалу після того, як трьох широко відомих співробітників кафедри психіатрії було викрито в тому, що вони порушили закон про конфлікт інтересів, не задекларувавши мільйони доларів, отриманих від фармацевтичних компаній, як гонорари за консультації. Так, всесвітньо відомий дитячий психіатр Джозеф Бидерман, заслугою якого є різке збільшення застосування сильнодіючих нейролептиків, не вважав за потрібне повідомити керівництво університету щонайменше про 1,6 млн доларів США, отриманих ним від виробників цих препаратів; двоє його колег також не повідомили про отримані ними гонорари у розмірі 1,6 та 1 млн доларів. Взаємини між гарвардськими вченими та фармакокомпаніями є давньою темою дебатів, оскільки їхні дослідження дали імпульс до того забороненому застосуванню антипсихотиків у педіатрії. Зокрема, як повідомляла The New York Times, дослідження Дж. Бідермана в галузі поширеності біполярного афективного розладу у дітей призвели до зростання діагностування цього захворювання у дитячому віці. Компанія Johnson & Johnson заплатила понад 700 тис. доларів науково-дослідному центру, який очолювався доктором Бідерманом у період з 2002 по 2005 рік, і деякі його роботи рекламують нейролептик рисперидон (риспердал), який випускається цією компанією.
У 1999 році, як зазначає The Washington Post, компанія AstraZeneca, яка виробляє нейролептик сероквель (кветіапін), представила дані на конференції Американської психіатричної асоціації та на психіатричній конференції в Європі; у висновку цих доповідей було зазначено, що сероквель допомагає пацієнтам, які страждають на психоз, скинути вагу. Цей висновок зроблено на основі спонсорованого AstraZeneca дослідження, яке проводилося чиказьким психіатром, який вивчив звіти по 65 пацієнтам, переведеним на лікування сероквелем. Тим не менш, документи показують, що AstraZeneca не цілком довіряла методам цього психіатра і ставилася до нього без глибокої поваги. Ще в 1997 році, за підсумками дослідження, яке отримало назву «Дослідження 15», стало відомо, що сероквель викликає клінічно небезпечне збільшення ваги, проте дані цього дослідження були приховані компанією. Подробиці «Дослідження 15» були виявлені в ході судових розглядів, які дозволяють стверджувати, що сероквель став причиною збільшення ваги, розвитку гіперглікемії та діабету у тисяч пацієнтів, які його приймали.
Проти Eli Lilly and Company, фармацевтичної компанії, що виробляє нейролептик зипрексу (оланзапін), подавалися судові позови у зв'язку з рекламуванням препарату для застосування його не за призначенням та у зв'язку з приховуванням деяких побічних ефектів (гіперглікемія, цукровий діабет). Знаючи про ризик збільшення ваги у пацієнтів, компанія, тим не менше, зводила до мінімуму зв'язок між зипрексою і зайвою вагою в широко поширюваному відеоролику «Міф про діабет», який використовував результати досліджень сумнівної якості і чесності та помилкову звітність по побічним ефектам. Компанія виплатила більше мільярда доларів, щоб врегулювати судові позови щодо зипрекси. Британський психіатр, професор психологічної медицини в університеті Кардіффа, Девід Хілі згадував про ретельно приховані дані досліджень з використання зипрекси, згідно з якими цей препарат має найвищий показник самогубств в історії клінічних випробувань.
Повідомивши про свої безуспішні спроби опублікувати замовчувані дані про клінічні випробування в журналах, які відмовляли йому в публікації, Девід Хілі зазначив, що, за цими даними, ризик самогубства у тих, хто приймає антидепресанти, набагато вищий, ніж вказувалося раніше у відкритих джерелах.
У коментарі до доповіді Робочої групи CINP (Collegium Internationale NeuroPsychopharmacologicum) «Терапія антидепресантами та інші методи лікування депресивних розладів» Д. Хілі писав:
|  | Доклад одобряет позицию, согласно которой относительно скромное преимущество по сравнению с плацебо в отобранном числе клинических исследований означает, что антидепрессанты работают. <…> В исследованиях всегда осуществляется отбор; большое число исследований, демонстрирующих лишь незначительное или даже отсутствие преимуществ антидепрессантов по сравнению с плацебо, опубликованы и соответственно заявлены для определенных показаний. <…> …Ложным представляется подход, когда из 10 пациентов берут 5, отвечающих на эти антидепрессанты, и сравнивают с 4, отвечающими на плацебо, оценивая преимущество по данным рейтинговой шкалы, и заключают, что препарат работает. Когда сопоставляют 50% ответа на антидепрессанты против 40 % ответа на плацебо, не учитывают, что ответ на антидепрессант в 80 % случаев зависит от неспецифических факторов. Мы не в состоянии квантифицировать вклад различных неспецифических факторов, в то время как с готовностью квантифицируем специфическое влияние лекарств. Между тем оно отражает только 20% специфического ответа. И для кого-то деньги и культура, сложившаяся в психиатрии, могут служить основой для доказательного суждения в пользу 80 %, а не 20 % успеха.:182—183 |

Девід Хілі також вказує на те, що антидепресанти можуть бути схвалені для використання лікарськими регуляторами навіть у випадку, якщо лише 2 випробування зі 100 показали ефективність конкретного препарату. При цьому у великих випробуваннях навіть невелика різниця між основною групою і групою плацебо може стати статистично значущою.

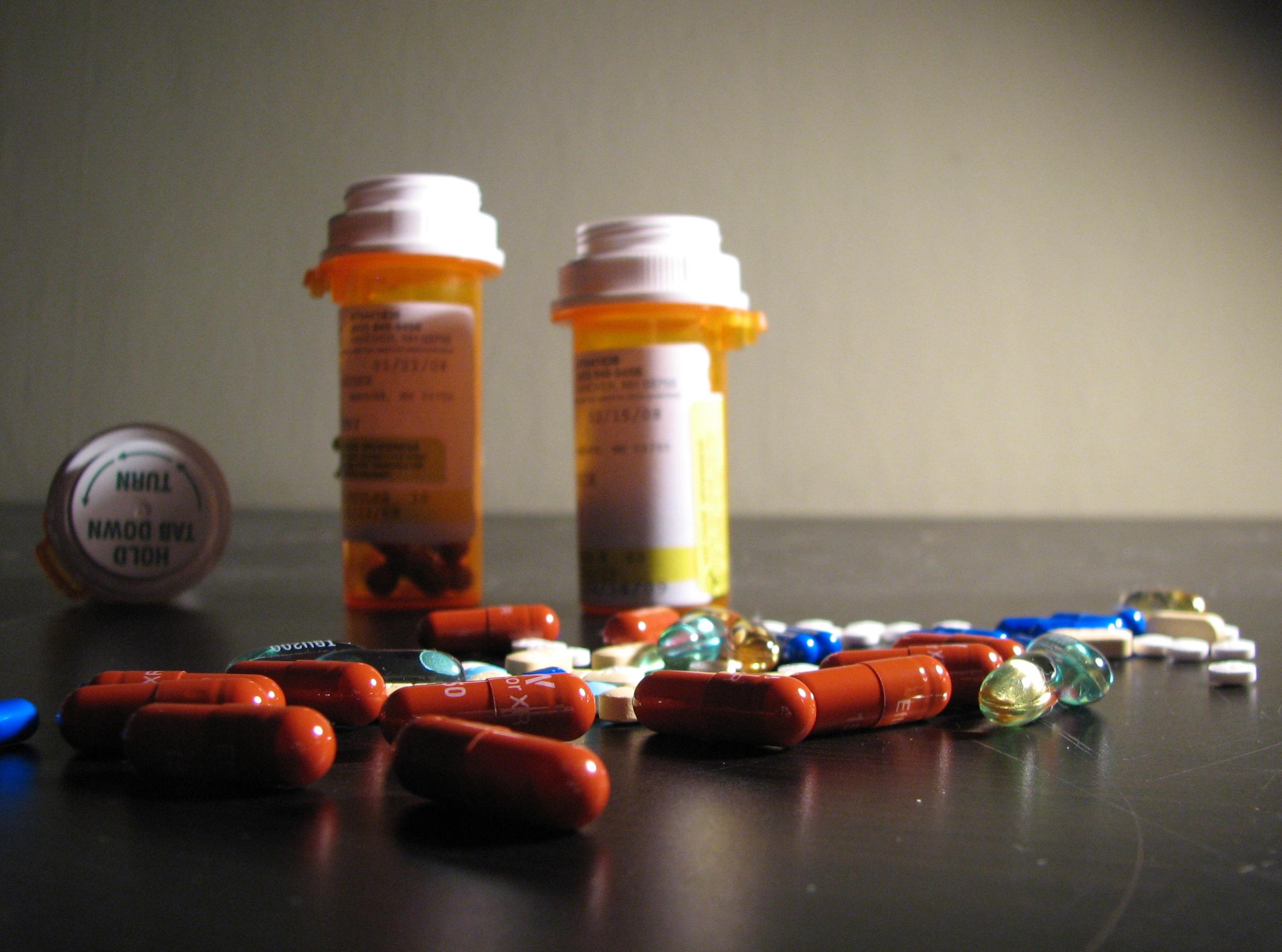
Антидепресанти еффексор XR, сертралін, амітриптилін та інші нейротропні засоби

Петер Гьотше, один із засновників «Кокранівського співробітництва», професор з розробки клінічних досліджень та їх аналізу Копенгагенського університету, автор понад 70 статей у провідних медичних журналах, таких як, зокрема, British Medical Journal і The Lancet, ставить під сумнів якість клінічних досліджень ефективності антидепресантів. Він зазначає, що у низці досліджень плацебо відрізнялося від активного препарату за фізичними характеристиками, такими як текстура, колір і товщина; що плацебо у переважній більшості досліджень дії антидепресантів не мало побічних ефектів (наприклад, сухості у роті), за винятком рідкісних випадків, коли як плацебо використовувався атропін, і завдяки відсутності побічних ефектів пацієнти в дослідженнях могли підозрювати, що приймають не ліки, а плацебо. Згідно з висновками Гете, справжня різниця в поліпшенні стану при використанні антидепресантів і плацебо, мабуть, є значно меншою, ніж 10 відсотків, які заявляються в офіційних результатах досліджень, оскільки існують докази, що подвійне сліпе дослідження, в якому «осліплення» є недостатнім, може призводити до дуже суттєвого перебільшення ефективності препаратів.
Гетше також згадує, що зміщення в спонсорованих фармацевтичної промисловістю випробуваннях прозака (флуоксетину) дуже велике: у прямих порівняльних випробуваннях, де цей препарат був основним предметом дослідження, значно більшій кількості пацієнтів ставало від нього краще, ніж у випробуваннях, у яких прозак був компаратором (тобто використовувався для порівняння).
Гетше зазначає, що у дослідженнях, які фінансуються фармацевтичною промисловістю, занижуються дані про смертність людей, які приймають антидепресанти. Грунтуючись на рандомізованих дослідженнях, включених у мета-аналіз 100 000 пацієнтів Управлінням з санітарного нагляду за якістю харчових продуктів і медикаментів (Food and Drug Administration — FDA), Гетше підрахував, що люди, які приймають антидепресанти, схоже, в 15 разів частіше здійснюють самогубства, ніж повідомлялося FDA. Наприклад, у дослідженнях дії флуоксетину та пароксетину 14 з 9956 пацієнтів скоїли самогубства, у той час як, за даними FDA лише 5 пацієнтів із 52 960 вчинили суїцид; частково це пов'язано з тим, що FDA враховувало лише події, що відбулися не більше ніж через 24 години після того, як пацієнти припиняли приймати препарати.
Ірвінг Кірш, відомий американський психолог, здійснивши аналіз низки клінічних досліджень антидепресантів (в тому числі тих, відомості про які не потрапили до друку, оскільки в них були отримані небажані результати), виявив, що результати більшості досліджень є негативними. Середня різниця між препаратами та плацебо склала лише 1,8 бала за шкалою Гамільтона (широко використовуваної для оцінки симптомів депресії) — різниця хоч і значуща статистично, але безглузда клінічно. Тим не менше, оскільки дослідження з позитивними результатами широко публікувалися, а дослідження з негативними результатами приховувалися, громадськість та медичні працівники прийшли до переконання, що ці препарати є високоефективними антидепресантами.
У 2008 році було проведено аналіз (Turner і співавтори) як опублікованих, так і неопублікованих досліджень дії 12 антидепресантів; дані цих досліджень були надані авторам аналізу Управлінням із санітарного нагляду за якістю харчових продуктів та медикаментів. Було виявлено, що 94 % з опублікованих раніше досліджень показали перевагу антидепресантів у порівнянні з плацебо; однак, розглянувши результати і опублікованих і не опублікованих досліджень, Turner зі співавторами виявили, що лише близько 51 % з них демонструють перевагу антидепресантів в порівнянні з плацебо. З 74 розглянутих досліджень лише 38 мали позитивні результати, і майже всі вони були опубліковані. Дослідження ж з негативними чи сумнівними результатами виявилися переважно або не опублікованими (22 дослідження), або опублікованими зі спотворенням результатів, внаслідок чого вони представали як позитивні (11 досліджень).
Фахівець зі статистики Ганс Меландер та його колеги зі Шведського лікарського агентства у 2003 році показали, що опубліковані статті про випробування антидепресантів СІЗЗЗ містять суттєві спотворення, в порівнянні з даними про дослідження, які були надані в реєстраційних заявах, надісланих в агентство. У всіх 42 дослідженнях, які були представлені в агентство, крім одного, компанії виконали як аналіз за наміром, так і аналіз відповідно до протоколу (у якому не враховуються пацієнти, які вибули з дослідження). Проте лише у двох публікаціях результатів досліджень були обидва аналізи, в інших випадках давався лише сприятливіший аналіз — аналіз відповідно до протоколу. Це створювало у читачів помилкове враження про ефективність препаратів. Крім того, окремі випробування іноді публікувалися так, ніби вони були одним і тим же випробуванням, були відсутні перехресні посилання на численні публікації одного і того ж випробування; іноді були відсутні прізвища авторів, спільних для всіх публікацій.
Систематизований огляд 29 опублікованих та 11 неопублікованих клінічних досліджень (автори огляду: C. Barbui, T. Furukawa, A. Cipriani, 2008) показав, що один з найбільш популярних і найчастіше призначуваних антидепресантів — пароксетин не перевищує плацебо щодо загальної ефективності і переносимості лікування. Дані результати були спотворені вибірковим відбором опублікованих досліджень.
У зв'язку з підвищеним ризиком самогубства на тлі прийому пароксетину було подано кілька десятків судових позовів проти компанії GlaxoSmithKline, яка виробляє цей препарат. Юристам постраждалих сторін вдалося отримати доступ до внутрішньої документації компанії і зробити в результаті вивчення висновок, що GlaxoSmithKline ще в 1989 році мала відомості про восьмиразове підвищення ризику самогубства при прийомі її препаратів. Загалом, ризики самогубства та схильності до самогубства при використанні СІЗЗС значно вищі, ніж повідомляють фармацевтичні компанії. Так, щонайменше три компанії: GlaxoSmithKline, Eli Lilly and Company та Pfizer додавали в результатах клінічних досліджень випадки самогубств та спроб самогубства до групи плацебо, якщо вони відбувалися до того, як пацієнти були рандомізовані по групам. Крім того, випадки суїцидальних думок та вчинків у результатах клінічних випробувань нерідко позначалися як «емоційна лабільність». Часто не реєструвалися події, пов'язані із суїцидальними намірами, викликаними препаратом, якщо вони відбулися незабаром після відміни СІЗЗС; нарешті, дані про багато досліджень, які показали небажані результати, повністю приховувались.
За даними М. Мая, неприємні тенденції, які він відзначає в галузі дослідження біполярних розладів, полягають в упередженості на користь нових препаратів, у порівнянні з традиційними (головним чином з літієм): у деяких дослідженнях рівень літію в крові був надто низький, і тому не дивно, що у цих пацієнтів відзначалися найгірші результати лікування, ніж у тих, що отримували нові психотропні засоби; у кількох звітах про клінічні дослідження робився акцент на вторинних властивостях препаратів (наприклад, відсутності побічних ефектів), внаслідок чого дослідження оцінювалися як позитивні, хоча за своєю основною дією препарат не відрізнявся від плацебо.
М. Май згадує також, що The Lancet оприлюднив один із випадків фінансового конфлікту протилежного роду: з'ясувалося, що автор статті, у якій заявлялося про наявність зв'язку між вакцинацією проти кору і краснухи та кількома випадками аутизму, мав фінансові зв'язки з юридичною фірмою, яка пред'явила позов на користь дітей, які нібито постраждали від вакцинації.
Конфлікт інтересів дуже істотно впливає і на російські публікації у сфері психіатрії. Наприклад, кандидат медичних наук доцент О. Р. Айзберг, проаналізувавши публікації про дослідження ефективності лікарських засобів у «Журналі неврології та психіатрії ім. С. С. Корсакова» за 2004 рік, виявив наступні проблеми, що свідчать про некоректність цих досліджень з етичної точки зору:
- присутність у заголовку статті фірмового найменування лікарського засобу замість міжнародного непатентованого;
- результат досліджень у всіх випадках позитивний, із рекомендацією використання препарату в клінічній практиці;
- відсутність контрольної групи у 14 дослідженнях з 20, що призводить до некоректності досліджень ефективності препаратів і робить саме дослідження здебільшого безглуздим;
- призначення кількох втручань групі пацієнтів і звідси неможливість диференціювати, яке саме з них справило позитивний ефект;
- використання при наборі хворих в дослідження неясних діагностичних рамок, які не відповідають Міжнародній класифікації хвороб: психоорганічний синдром, тривожно-депресивний стан, вікове погіршення пам'яті, дисциркуляторна енцефалопатія, хронічна ішемія головного мозку та ін.;
- застосування сурогатних критеріїв успіху лікування, мало придатних для перенесення результатів дослідження в клінічну практику.

О. Р. Айзберг вказав на наявність проблем і в оглядових статтях цього журналу: так, в одній із статей, що має назву «Фармакологічне лікування захворювання N», 90 % тексту статті присвячено одному препарату F, хоча існує ще 6 препаратів з еквівалентною ефективністю при цьому захворюванні. Як зазначив О. Р. Айзберг, етичні порушення призводять до того, що російські медичні журнали «перетворюються з вітрини наукових досягнень і джерела нових знань для фахівців на маркетинговий відділ фармацевтичних компаній». У російських медичних журналах, як правило, відсутня вказівка декларації інтересів, на відміну від англомовних журналів, де зазвичай вказується не тільки джерело фінансування дослідження, а й те, чи автори статті отримували гонорари за свою діяльність (навіть прямо не пов'язану зі статтею) від фармацевтичних компаній.